# ایزوتوپ‌های محیطی
ایزوتوپ‌های محیطی زیرمجموعه ای از ایزوتوپ‌های پایدار و رادیواکتیو هستند که موضوع ژئوشیمی ایزوتوپی هستند. آنها اکثراً به عنوان ردیاب برای مشاهده چگونگی حرکت اشیا در سیستم اقیانوس-اتمسفر، درون زیست‌های زمینی، درون سطح زمین و بین این حوزه‌های وسیع استفاده می‌شوند.

## ژئوشیمی ایزوتوپی
عنصرهای شیمیایی با تعداد پروتون‌هایشان تعریف می‌شوند، اما جرم اتم با تعداد پروتون‌ها و نوترون‌های هسته تعیین می‌شود. ایزوتوپ‌ها اتم‌هایی هستند که از یک عنصر خاص تشکیل شده‌اند، اما تعداد نوترون‌های متفاوتی دارند پس اعداد جرمی متفاوتی دارند. نسبت بین ایزوتوپ‌های یک عنصر در جهان اندکی متفاوت است، بنابراین برای مطالعه تغییرهای نسبت ایزوتوپی در سراسر جهان، تغییرها در نسبت ایزوتوپی به عنوان انحراف از یک استاندارد، ضرب در ۱۰۰۰ تعریف می‌شود. این واحد " در هر میلیون " است. به عنوان یک قرارداد، نسبت ایزوتوپ سنگین تر به ایزوتوپ پایین‌تر است.
{\displaystyle \delta {\ce {^{13}C}}=\left({\frac {\left({\frac {{\ce {^{13}C}}}{{\ce {^{12}C}}}}\right)_{sample}}{\left({\frac {{\ce {^{13}C}}}{{\ce {^{12}C}}}}\right)_{standard}}}-1\right)\times 1000} ‰
این تغییرها در ایزوتوپ‌ها می‌تواند از طریق انواع مختلف شکنش رخ دهد. آنها به‌طور کلی به عنوان شکنش مستقل جرم و شکنش وابسته به جرم طبقه‌بندی می‌شوند. نمونه ای از فرایند مستقل از جرم، تقسیم اتم‌های اکسیژن در ازن است. این به دلیل اثر ایزوتوپ جنبشی (KIE) است و در اثر واکنش مولکول‌های ایزوتوپ مختلف با سرعت‌های مختلف ایجاد می‌شود. نمونه ای از یک فرایند وابسته به جرم، تقسیم آب در هنگام انتقال از فاز مایع به گاز است. مولکول‌های آب با ایزوتوپ‌های سنگین تر (18 O و 2 H) تمایل دارند در فاز مایع بمانند زیرا مولکول‌های آب با ایزوتوپ‌های سبک‌تر (16 O و 1 H) ترجیحشان این است که به فاز گاز روند.
از بین ایزوتوپ‌های مختلف موجود، یک طبقه‌بندی رایج، تمایز ایزوتوپ‌های رادیواکتیو از ایزوتوپ‌های پایدار است. ایزوتوپ‌های رادیواکتیو ایزوتوپ‌هایی هستند که به ایزوتوپ‌های مختلف تجزیه می‌شوند. به عنوان مثال، 3 H (تریتیوم) یک ایزوتوپ رادیواکتیو هیدروژن است. به 3 He با نیمه عمر ~ ۱۲٫۳ سال تجزیه می‌شود. در مقایسه، ایزوتوپ‌های پایدار تحت واپاشی رادیواکتیو قرار نمی‌گیرند، و نسبت‌های ثابت آن‌ها در برابر نسبت‌های واپاشی نمایی ایزوتوپ‌های رادیواکتیو اندازه‌گیری می‌شود تا سن یک ماده مشخص شود. ایزوتوپ‌های رادیواکتیو عموماً در مقیاس‌های زمانی کوتاه‌تر، مانند بررسی گردش مدرن اقیانوس با استفاده از دمای ۱۴ درجه سانتی‌گراد، مفیدتر هستند، در حالی که ایزوتوپ‌های پایدار عموماً در مقیاس‌های زمانی طولانی‌تر، مانند بررسی تفاوت‌ها در جریان رودخانه با ایزوتوپ‌های استرانسیوم پایدار، مفیدتر هستند.
این ایزوتوپ‌ها به عنوان ردیاب برای مطالعه پدیده‌های مختلف مورد علاقه استفاده می‌شوند. این ردیاب‌ها از نظر مکانی توزیع خاصی دارند، پس دانشمندان باید فرآیندهای مختلفی را که بر این توزیع‌های ردیاب تأثیر می‌گذارند، تجزیه کنند. یکی از راه‌هایی که توزیع‌های ردیاب تنظیم می‌شوند، اختلاط محافظه کارانه است. در اختلاط محافظه کارانه، مقدار ردیاب حفظ می‌شود. نمونه ای از این اختلاط دو توده آب با شوری‌های مختلف است. نمک حاصل از توده آب شورتر به سمت توده آب با شوری کمتر حرکت می‌کند و مقدار کل شوری را ثابت نگه می‌دارد. این روش اختلاط ردیاب‌ها بسیار مهم است، و یک خط پایه از ارزش یک ردیاب را باید انتظار داشت. انتظار می‌رود مقدار یک ردیاب به عنوان یک نقطه، مقدار متوسط منابعی باشد که به آن منطقه می‌ریزند. انحراف از این مقدار نشان دهنده فرآیندهای دیگر است. اینها را می‌توان اختلاط غیر محافظه کار نامید، جایی که فرآیندهای دیگری وجود دارند که مقدار ردیاب را حفظ نمی‌کنند. یک مثال از این 𝛿 14 درجه سانتیگراد است. این بین توده‌های آب مخلوط می‌شود، اما در طول زمان نیز پوسیده می‌شود و میزان ۱۴ درجه سانتی گراد را در منطقه کاهش می‌دهد.

## ایزوتوپ‌های رایج
پرکاربردترین ایزوتوپ‌های محیطی عبارتند از:
- دوتریوم
- تریتیوم
- کربن ۱۳
- کربن ۱۴
- نیتروژن-۱۵
- اکسیژن-۱۸
- سیلیکون-۲۹
- کلر-۳۶
- ایزوتوپ‌های اورانیوم
- ایزوتوپ‌های استرانسیم

## گردش اقیانوس
یکی از موضوع‌هایی که از ایزوتوپ‌های محیطی برای مطالعه استفاده می‌شود، گردش اقیانوس است. در نظر گرفتن اقیانوس به عنوان یک جعبه تنها در برخی مطالعه‌ها مفید است. در بررسی عمیق اقیانوس‌ها در مدل‌های گردش عمومی (GCM) نیاز به دانستن چگونگی گردش اقیانوس دارد. این منجر به درک چگونگی انتقال گرما از مناطق استوایی به قطب‌ها توسط اقیانوس‌ها (همراه با جو) می‌شود. این همچنین به کاهش اثرهای گردش خون از سایر پدیده‌هایی که بر ردیاب‌های خاصی مانند فرآیندهای رادیواکتیو و بیولوژیکی تأثیر می‌گذارند کمک می‌کند.

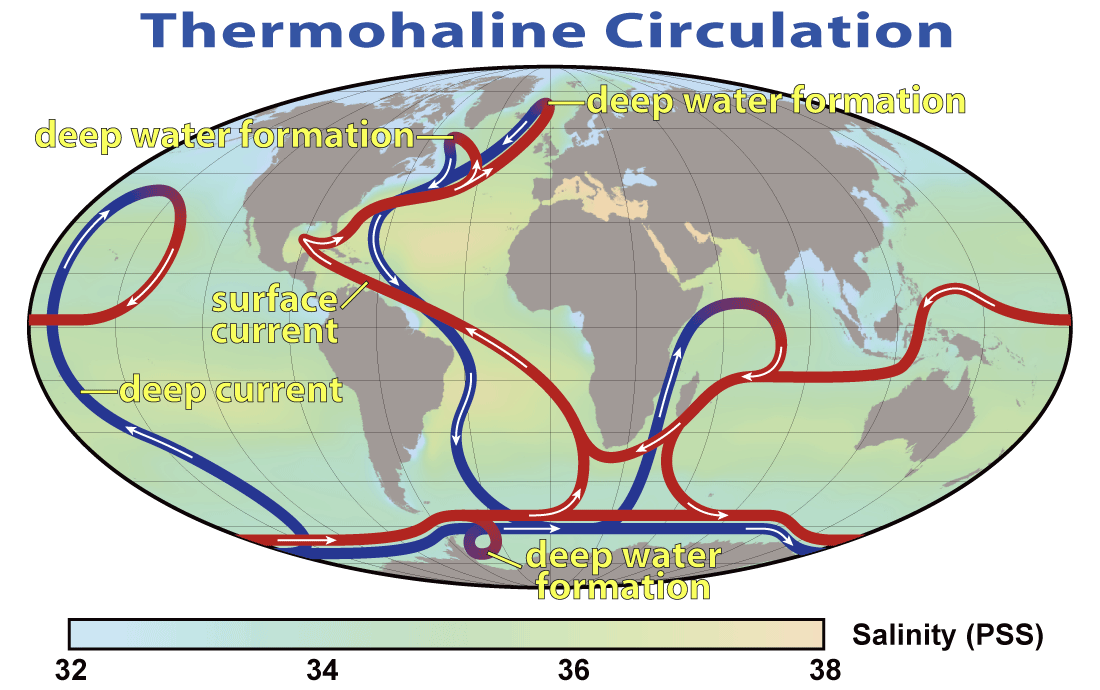
خلاصه ای از مسیر گردش ترموهالین. مسیرهای آبی نشان دهنده جریان‌های عمیق آب هستند، در حالی که مسیرهای قرمز نشان دهنده جریان‌های سطحی هستند.

با استفاده از تکنیک‌های مشاهده ابتدایی، می‌توان گردش سطح اقیانوس را تعیین کرد. در حوضه اقیانوس اطلس، آب‌های سطحی به‌طور کلی از جنوب به سمت شمال جریان می‌یابند، در حالی که در شمال و جنوب اقیانوس اطلس چرخ‌ها ایجاد می‌کنند. در اقیانوس آرام، چرخ‌دنده‌ها هنوز شکل می‌گیرند، اما حرکت نصف النهاری در مقیاس بزرگ (شمال-جنوب) نسبتاً کمی وجود دارد. برای آب‌های عمیق، دو ناحیه وجود دارد که تراکم باعث فرورفتن آب‌ها در اعماق اقیانوس می‌شود. اینها در اقیانوس اطلس شمالی و قطب جنوب هستند. توده‌های آب عمیق تشکیل شده عبارت اند از آب عمیق اقیانوس اطلس شمالی (NADW) و آب پایین قطب جنوب (AABW). آب‌های عمیق مخلوطی از این دو آب هستند و درک اینکه چگونه آب‌ها از این دو توده آب تشکیل شده‌اند می‌تواند به ما دربارهٔ نحوه حرکت توده‌های آب در اعماق اقیانوس بگوید.
این را می‌توان با ایزوتوپ‌های محیطی بررسی کرد، از جمله 14 C. 14 C عمدتاً در اتمسفر بالای جو و از آزمایش‌های هسته ای تولید می‌شود، بدون منبع اصلی یا غرق در اقیانوس. این 14 درجه سانتیگراد از اتمسفر به 14 CO 2 اکسید می‌شود و به آن اجازه می‌دهد از طریق انتقال گاز به سطح اقیانوس وارد شود. این از طریق NADW و AABW به اعماق اقیانوس منتقل می‌شود. در NADW, 14 C تقریباً ۶۰- است و در AABW, 14 C تقریباً -۱۶۰ ‰ است؛ بنابراین، با استفاده از اختلاط محافظه کارانه رادیوکربن، مقدار مورد انتظار رادیوکربن در مکان‌های مختلف را می‌توان با استفاده از درصد ترکیبات NADW و AABW در آن مکان تعیین کرد. این را می‌توان با استفاده از ردیاب‌های دیگر، مانند ستاره فسفات یا شوری تعیین کرد. انحراف از این مقدار مورد انتظار نشان دهنده فرآیندهای دیگری است که بر نسبت دلتای کربن رادیواکتیو تأثیر می‌گذارد، یعنی واپاشی رادیواکتیو. این انحراف را می‌توان به زمان تبدیل کرد و سن آب را در آن مکان نشان داد. انجام این کار بر روی اقیانوس جهان می‌تواند یک الگوی گردشی از اقیانوس و سرعت جریان آب در اعماق اقیانوس را ایجاد کند. استفاده از این گردش در ارتباط با گردش سطحی به دانشمندان اجازه می‌دهد تا تعادل انرژی جهان را درک کنند. آب‌های سطحی گرمتر به سمت شمال جریان دارند در حالی که آب‌های عمیق سردتر به سمت جنوب جریان دارند که منجر به انتقال حرارت خالص به سمت قطب می‌شود.

## Paleoclimate
ایزوتوپ‌ها نیز برای مطالعه paleocclate استفاده می‌شود. این مطالعه چگونگی آب و هوا در گذشته، از صدها سال پیش تا صدها هزار سال پیش است. تنها آثاری که از این زمان‌ها در دست داریم در سنگ‌ها، رسوبات، پوسته‌های بیولوژیکی، استالاگمیت‌ها و استالاکتیت‌ها و غیره مدفون است. نسبت ایزوتوپ‌ها در این نمونه‌ها تحت تأثیر دما، شوری، گردش اقیانوس، بارندگی و غیره آب و هوا در آن زمان قرار گرفت و باعث تغییر قابل اندازه‌گیری نسبت به استانداردهای اندازه‌گیری ایزوتوپ شد. به این ترتیب اطلاعات آب و هوا در این سازندهای زمین‌شناسی رمزگذاری می‌شود. چند نمونه از بسیار ایزوتوپ‌های مفید برای علوم زیست محیطی در زیر مورد بحث قرار می‌گیرند.

### δ18O
یکی از ایزوتوپ‌های مفید برای بازسازی آب و هوای گذشته، اکسیژن-۱۸ است. این یکی دیگر از ایزوتوپ‌های پایدار اکسیژن همراه با اکسیژن-۱۶ است و ترکیب آن با آب و مولکول‌های دی‌اکسید کربن / کربنات به شدت وابسته به دما است. دمای بالاتر به معنای ترکیب بیشتر اکسیژن ۱۸ است و بالعکس؛ بنابراین، نسبت 18 O / 16 O می‌تواند چیزی در مورد دما بگوید. برای آب، استاندارد نسبت ایزوتوپی استاندارد میانگین آب اقیانوس وین و برای کربنات‌ها استاندارد Pee Dee Belemnite است. با استفاده از هسته‌های یخی و هسته‌های رسوبی که اطلاعات مربوط به آب و پوسته‌های زمان‌های گذشته را ثبت می‌کنند، این نسبت می‌تواند دمای آن زمان‌ها را به دانشمندان بگوید.

رکورد آب و هوا که توسط Lisiecki و Raymo (2005) بازسازی شده‌است که نوسانات دمای زمین را در طول زمان نشان می‌دهد. این نوسانات دارای ۴۱ هستند چرخه kyr تا حدود ۱٫۲ میلیون سال پیش، تغییر به ۱۰۰ چرخه kyr که اکنون می‌بینیم.

این نسبت با هسته‌های یخ برای تعیین درجه حرارت در نقطه ای در هسته یخ استفاده می‌شود. عمق یک هسته یخ متناسب با زمان است، و برای تعیین زمان واقعی یخ در آن عمق، با رکوردهای دیگر "تطبیق داده می‌شود". این را می‌توان با مقایسه δ <sup id="mwew">18</sup> O در پوسته کربنات کلسیم در هسته‌های رسوبی با این سابقه‌ها برای تطبیق با تغییرها در مقیاس بزرگ که در درجه حرارت زمین است انجام داد. هنگامی که هسته‌های یخ با هسته‌های رسوبی تطبیق داده می‌شوند، می‌توان از روش‌های تاریخ‌سنجی بسیار دقیق مانند تاریخ‌گذاری سری U برای تعیین دقیق زمان این رویدادها استفاده کرد. فرآیندهایی وجود دارد که آب را از زمان‌های مختلف به عمق یکسان در هسته یخی مخلوط می‌کند، مانند تولید کرک و شناورهای منظره شیب دار.
Lisiecki و Raymo (2005) اندازه‌گیری δ 18 O در عمق‌های زیاد دریا استفاده روزن داران از ۵۷ هسته رسوب دریا عمیق جهان توزیع شده، گرفته شده به عنوان یک پروکسی برای جرم کل جهانی ورق یخ‌های دوران یخبندان، برای بازسازی آب و هوا برای پنج میلیون سال گذشته‌است. این رکورد نوسان‌های ۲–۱۰ درجه سانتیگراد را در این مدت نشان می‌دهد. بین ۵ میلیون تا ۱٫۲ میلیون سال پیش، این نوسان‌ها دوره ای ۴۱۰۰۰ ساله (41 kyr) داشتند، اما حدود ۱٫۲ میلیون سال پیش این دوره به 100 Kyr تغییر کرد. این تغییرها در دمای جهانی با تغییرهای پارامترهای مداری مدار زمین به دور خورشید مطابقت دارد. اینها چرخه‌های میلانکوویچ نامیده می‌شوند و این چرخه‌ها مربوط به گریز از مرکز، انحراف (شیب محوری) و تقدیم زمین به دور محور خود هستند. اینها مربوط به چرخه‌هایی با دوره‌های 100Kyr، 40Kyr و 20Kyr هستند.
δ 18 O همچنین می‌توانید به بررسی پدیده‌های آب و هوا با مقیاس کوچکتر استفاده شود. کوتاواس و همکاران (۲۰۰۶) مورد استفاده قرار δ 18 O از G. ruber روزن داران به مطالعه ال نینو نوسان جنوبی (ENSO) و تنوع آن را از طریق اواسط هولوسن. کوتاواس و همکاران با جداسازی پوسته‌های فوم منفرد. قادر به دست آوردن گسترش δ 18 O ارزش در عمق خاص بودند. از آنجا که این forams برای حدود یک ماه زندگی می‌کنند و که forams فردی از بسیاری از ماه‌های مختلف بودند، با هم در یک محدوده عمق کوچک در مرجانی کپه، تنوع δ 18 O قادر به تعیین شود. در شرق اقیانوس آرام، جایی که این هسته‌ها گرفته شده‌اند، محرک اصلی این تغییرپذیری ENSO است، که باعث می‌شود این یک رکورد از تغییرپذیری ENSO در بازه زمانی هسته باشد. کوتاواس و همکاران دریافتند که ENSO در اواسط هولوسن (۶۰۰۰ سال پیش) بسیار کمتر از آنچه در حال حاضر است متغیر بود.

### ایزوتوپ‌های استرانسیوم
مجموعه دیگری از ایزوتوپ‌های محیطی که در پالئوکلیمیت استفاده می‌شود، ایزوتوپ‌های استرانسیوم است. استرانسیوم-۸۶ و استرانسیوم-۸۷ هر دو ایزوتوپ‌های پایدار استرانسیم هستند، اما استرانسیوم-۸۷ رادیوژنیک است و از تجزیه روبیدیم-۸۷ به وجود می‌آید. نسبت این دو ایزوتوپ به غلظت روبیدیم-۸۷ در ابتدا و سن نمونه بستگی دارد، با فرض اینکه غلظت پس زمینه استرانسیوم-۸۷ مشخص باشد. این مفید است زیرا 87 Rb عمدتاً در سنگ‌های قاره ای یافت می‌شود. ذرات این سنگ‌ها از طریق هوازدگی توسط رودخانه‌ها وارد اقیانوس می‌شوند، به این معنی که این نسبت ایزوتوپ استرانسیوم مربوط به شار یون هوازدگی است که از رودخانه‌ها به اقیانوس می‌آید. غلظت پس زمینه در اقیانوس برای 87 Sr / 86 Sr 0.0012 ± ۰٫۷۰۹ است. از آنجایی که نسبت استرانسیوم در رکوردهای رسوبی ثبت می‌شود، نوسان‌های این نسبت در طول زمان قابل بررسی است. این نوسان‌ها مربوط به ورودی رودخانه به اقیانوس‌ها یا حوضه محلی است. ریشتر و تورکیان روی این موضوع کار کرده‌اند و دریافته‌اند که در بازه‌های زمانی یخبندان-میان یخبندان (۵^۱۰ سال)، نسبت 87 Sr/ 86 Sr 3* 10-5 تغییر می‌کند.

سری پوسیدگی اکتینیدها شامل اورانیوم، پروتاکتینیم، توریم و سرب

### اورانیوم و ایزوتوپ‌های مرتبط
اورانیوم دارای ایزوتوپ‌های رادیواکتیو بسیاری است که به انتشار ذرات در زنجیره واپاشی ادامه می‌دهند. اورانیوم ۲۳۵ در یکی از این زنجیره‌ها قرار دارد و به پروتاکتینیم ۲۳۱ و سپس به سایر محصولات تجزیه می‌شود. اورانیوم ۲۳۸ در زنجیره ای جداگانه قرار دارد و به یک سری عناصر از جمله توریم ۲۳۰ تجزیه می‌شود. هر دوی این سری‌ها در نهایت سرب را تشکیل می‌دهند، یا سرب-۲۰۷ از اورانیوم-۲۳۵ یا سرب-۲۰۶ از اورانیوم-۲۳۸. همه این واپاشی‌ها واپاشی آلفا یا بتا هستند، به این معنی که همه آنها از معادله‌های درجه اول فرم پیروی می‌کنند. {\displaystyle dN/dt=\lambda N} ، جایی که λ نیمه عمر ایزوتوپ مورد نظر است. این امر تعیین سن یک نمونه را بر اساس نسبت‌های مختلف ایزوتوپ‌های رادیواکتیو موجود ساده می‌کند.
یکی از راه‌های استفاده از ایزوتوپ‌های اورانیوم، تاریخ گذاری سنگ‌ها از میلیون‌ها تا میلیاردها سال پیش است. این از طریق قدمت اورانیوم سرب است. این تکنیک از نمونه‌های زیرکون استفاده می‌کند و میزان سرب موجود در آنها را اندازه‌گیری می‌کند. زیرکون اتم‌های اورانیوم و توریم را در ساختار کریستالی خود می‌گنجاند، اما سرب را به شدت رد می‌کند؛ بنابراین، تنها منابع سرب در کریستال زیرکون از طریق تجزیه اورانیوم و توریم است. هر دو سری اورانیوم ۲۳۵ و اورانیوم ۲۳۸ به ایزوتوپ سرب تجزیه می‌شوند. نیمه عمر تبدیل 235 U به 207 Pb هفتصد و ده میلیون سال و نیمه عمر تبدیل 238 U به 206 Pb چهارممیزچهل وهفت میلیارد سال است. به دلیل طیف‌سنجی جرمی با وضوح بالا، از هر دو زنجیره می‌توان برای تاریخ‌گذاری سنگ‌ها استفاده کرد و اطلاعات تکمیلی دربارهٔ سنگ‌ها ارائه می‌کند. تفاوت زیاد در نیمه عمر، این تکنیک را در مقیاس‌های زمانی طولانی، از مرتبه میلیون‌ها سال تا حدود میلیاردها سال، قوی می‌کند.
روش دیگری که از ایزوتوپ‌های اورانیوم در علوم محیطی استفاده می‌شود، نسبت 231 Pa/ 230 Th است. این ایزوتوپ‌های پرتوزا دارای والدین اورانیوم متفاوتی هستند، اما واکنش‌پذیری‌های بسیار متفاوتی در اقیانوس دارند. مشخصات اورانیوم در اقیانوس ثابت است زیرا اورانیوم زمان ماندگاری بسیار زیادی در مقایسه با زمان اقامت اقیانوس دارد؛ بنابراین، فروپاشی اورانیوم همسانگرد است، اما ایزوتوپ‌های دختر متفاوت واکنش نشان می‌دهند. توریم به آسانی توسط ذرات پاکسازی می‌شود که منجر به حذف سریع از اقیانوس به رسوبات می‌شود. در مقابل، 231 Pa به اندازه ذرات واکنش پذیر نیست و قبل از ته‌نشین شدن در رسوب، گردش اقیانوس را در مقادیر کم احساس می‌کند. بنابراین، با دانستن نرخ واپاشی هر دو ایزوتوپ و کسری از هر ایزوتوپ اورانیوم، می‌توان نسبت مورد انتظار 231 Pa/ 230 Th را تعیین کرد که هر گونه انحراف از این مقدار به دلیل گردش است. گردش منجر به نسبت بالاتر 231 Pa/ 230 Th در پایین دست و نسبت پایین‌تر در بالادست می‌شود، با بزرگی انحراف مربوط به سرعت جریان. این تکنیک برای تعیین کمیت گردش واژگونی نصف النهار اقیانوس اطلس (AMOC) در طول آخرین حداکثر یخبندان (LGM) و در طی رویدادهای ناگهانی تغییرات آب و هوایی در گذشته زمین، مانند رویدادهای هاینریش و رویدادهای Dansgaard-Oeschger استفاده شده‌است.

### نئودیمیم
ایزوتوپ‌های نئودیمیم نیز برای تعیین گردش خون در اقیانوس استفاده می‌شوند. همه ایزوتوپ‌های نئودیمیم در مقیاس‌های زمانی چرخه‌های یخبندان-بین یخبندان پایدار هستند، اما 143 Nd دختری با ضخامت 147 Sm، یک ایزوتوپ رادیواکتیو در اقیانوس است. ساماریوم-۱۴۷ در سنگ‌های گوشته در مقایسه با سنگ‌های پوسته غلظت بیشتری دارد، بنابراین مناطقی که ورودی رودخانه را از سنگ‌های مشتق شده از گوشته دریافت می‌کنند، غلظت‌های بالاتر Sm 147 و Nd 143 دارند. با این حال، این تفاوت‌ها آنقدر کوچک هستند که نماد استاندارد یک مقدار دلتا برای آن واضح نیست. یک مقدار اپسیلون دقیق تر برای توصیف تغییرات در این نسبت ایزوتوپ‌های نئودیمیم استفاده می‌شود. به عنوان تعریف شده‌است {\displaystyle \epsilon {\ce {_{Nd}}}=\left({\frac {\left({\frac {{\ce {^{143}Nd}}}{{\ce {^{144}Nd}}}}\right)_{sample}}{\left({\frac {{\ce {^{143}Nd}}}{{\ce {^{144}Nd}}}}\right)_{standard}}}-1\right)\times 10000}
تنها منابع عمده این در اقیانوس در اقیانوس اطلس شمالی و در اعماق اقیانوس آرام است. از آنجایی که یکی از اعضای انتهایی در داخل اقیانوس قرار دارد، این تکنیک در مقایسه با سایر ردیاب‌های اقیانوسی که فقط در سطح اقیانوس قرار دارند، پتانسیل این را دارد که اطلاعات تکمیلی در مورد paleoclimate به ما بگوید.